# Troy Bell
Troy Delvon Bell (ur. 10 listopada 1980 w Minneapolis) – amerykański koszykarz, występujący na pozycji rozgrywającego. 
W 2005 reprezentował New Orleans Pelicans podczas rozgrywek letniej ligi NBA.

## Osiągnięcia
Na podstawie, o ile nie zaznaczono inaczej..
NCAA
- Uczestnik turnieju NCAA (2001, 2002)
- Mistrz:
  - turnieju konferencji Big East (2001)
  - sezonu regularnego Big East (2001)
- Zawodnik roku konferencji Big East (2001, 2003)[5]
- MVP turnieju Big East (2001)[6]
- Debiutant roku Big East (2000)[7]
- Zaliczony do:
  - I składu:
    - Big East (2001–2003)
    - najlepszych pierwszorocznych zawodników Big East (2000)

  - II składu All-American (2001, 2003)
- Drużyna Boston College Eagles zastrzegła należący do niego numer 2
- Lider Big East w:
  - średniej punktów (2002 – 21,6, 2003 – 25,2)
  - liczbie:
    - punktów (2003 – 781)
    - celnych rzutów:
      - wolnych (2001 – 210, 2002 – 212)
      - za 3 punkty (2003 – 106)

    - oddanych rzutów:
      - wolnych (2001 – 245, 2002 – 240)
      - za 3 punkty (2003 – 264)

  - skuteczności rzutów wolnych (2000 – 89,4%)

Drużynowe
- Mistrz:
  - EuroChallenge (2014)
  - Hiszpanii (2005)

Reprezentacja
- Mistrz świata U–21 (2001)